# De acht gedenkstenen
De acht gedenkstenen is een oorlogsmonument bestaande uit acht gedenkstenen die verspreid in de duinen van Zuid-Kennemerland bij Bloemendaal de locaties markeren waar 422 gefusilleerden tijdens de Tweede Wereldoorlog in massagraven gevonden zijn.

## Achtergrond

### Tijdens de Tweede Wereldoorlog
De personen, vaak verzetsstrijders, werden geëxecuteerd in verschillende gemeenten in de provincie Noord-Holland, veelal als Todeskandidaten ter represaille van een aanslag door het verzet. Om te voorkomen dat ze een eervol graf zouden krijgen, liet de Amsterdamse begrafenisondernemer J.B.J.M. Bleekemolen ze in opdracht van de Duitse bezetter verdwijnen. Tussen 6 september en 26 oktober 1944 vond dit plaats door crematie van 81 verzetsmensen in Crematorium Driehuis waarbij de as door het personeel werd verstrooid op het Vijverpark.
Nadat het crematorium gedurende de hongerwinter vanwege energietekorten geen gas meer geleverd kreeg, werden lijken vanaf november 1944 naar de duinen binnen de Sperrzone van de Atlantikwall getransporteerd en in grafkuilen begraven. Hierbij werden de lijken ontdaan van schoenen en ringen en met chloorkalk bestrooid. De kosten, op basis van een begrafenis met kist, werden neergelegd bij de betreffende gemeente.
150 personen werden in Amsterdam gefusilleerd onder meer op de fusilladeplaats Rozenoord. In de duinen zelf zijn 105 mensen gefusilleerd, onder wie Hannie Schaft.

### Na de Tweede Wereldoorlog
Na afloop van de oorlog werd de begrafenisondernemer Bleekemolen gearresteerd. Met behulp van de aangetroffen administratie en zijn aanwijzingen werden tussen 25 mei en 20 juni 1945 vervolgens 33 grafkuilen gevonden.
Op 16 juli 1945 werden er nog meer grafkuilen ontdekt na uitspraken tijdens de processen van Neurenberg. Het ging om grafkuilen met stoffelijke overschotten van door de Sicherheitsdienst tussen 1 juli 1943 en 18 augustus 1944 ter plekke gefusilleerde verzetsstrijders. Er werden tien grafkuilen met 91 slachtoffers zuidelijk van de Zeeweg in de gemeente Zandvoort aangetroffen achter het Wethouder van Gelukpark. Bovendien werden nog twee grafkuilen met 20 slachtoffers vlak bij de eerder gevonden grafkuilen gevonden.
De lichamen werden geïdentificeerd en aanvankelijk geborgen in het mausoleum van de Begraafplaats Kleverlaan in Haarlem. De meesten van hen zijn na het gereedkomen van de Eerebegraafplaats Bloemendaal daar herbegraven, enkelen in hun eigen woonplaats. De as van de gefusilleerden kreeg een plek in een urn op dit ereveld. De begrafenisondernemer Bleekemolen kreeg in 1947 tien jaar gevangenisstraf opgelegd.

## Gedenkstenen
Op initiatief van de gemeente Bloemendaal werden bij de 45 grafkuilen in mei 1949 acht gedenkstenen onthuld. De stenen zijn 1 meter 70 hoog, 1 meter breed en 40 centimeter dik. De inscripties zijn ter plaatse uitgehakt en geven aan hoeveel gefusilleerden in de grafkuilen ter plaatse zijn aangetroffen. De gedenkstenen waren oorspronkelijk van zandsteen en wogen circa 1.700 kg, maar zijn in 2000 vanwege erosie vervangen door exemplaren van rood graniet.
Drie gedenkstenen staan in afgesloten natuurgebied. De overige gedenkstenen staan niet ver van wandelpaden die lopen vanuit bezoekerscentrum Kennemerduinen.
Naast de gedenkstenen bij de zes vindplaatsen zijn ook twee gedenkstenen geplaatst waar in februari 1943 drie vertegenwoordigers van de Joodse Haarlemse gemeenschap en zeven communistische verzetsstrijders uit Velsen in de duinen werden gefusilleerd als vergelding voor de aanslag op Alois Bamberger. De lichamen zijn gecremeerd in het crematorium Driehuis en hun as is mogelijk over zee uitgespreid. De nabestaanden van de Joodse slachtoffers werden enkele dagen later gedeporteerd naar de concentratiekampen en kwamen daar om. De fusillade van deze personen gaf voeding aan de Velser Affaire. In 2003 is een informatiebord geplaatst bij hun gedenksteen.

### Galerij

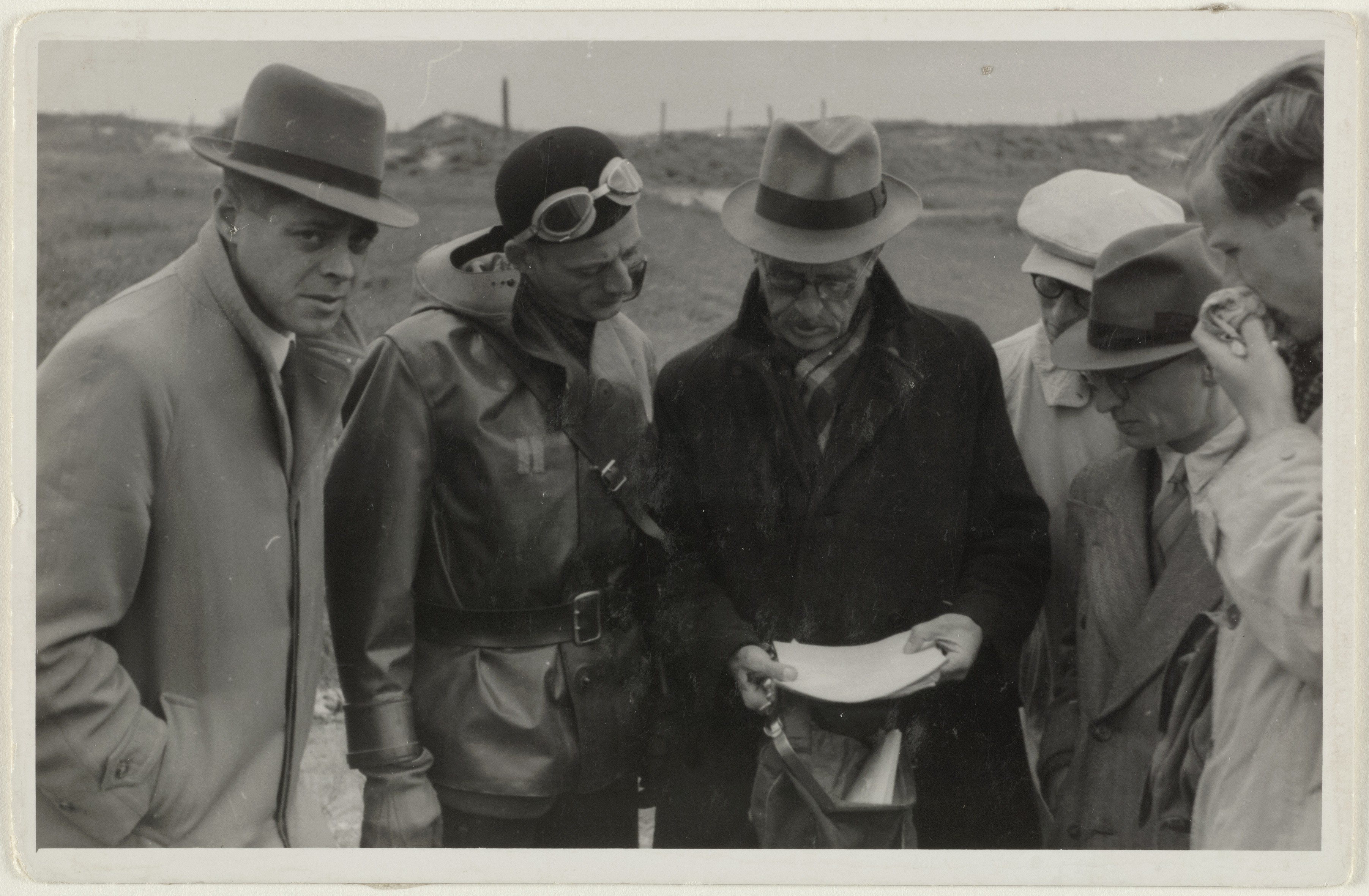
De commissie belast met de opgravingen
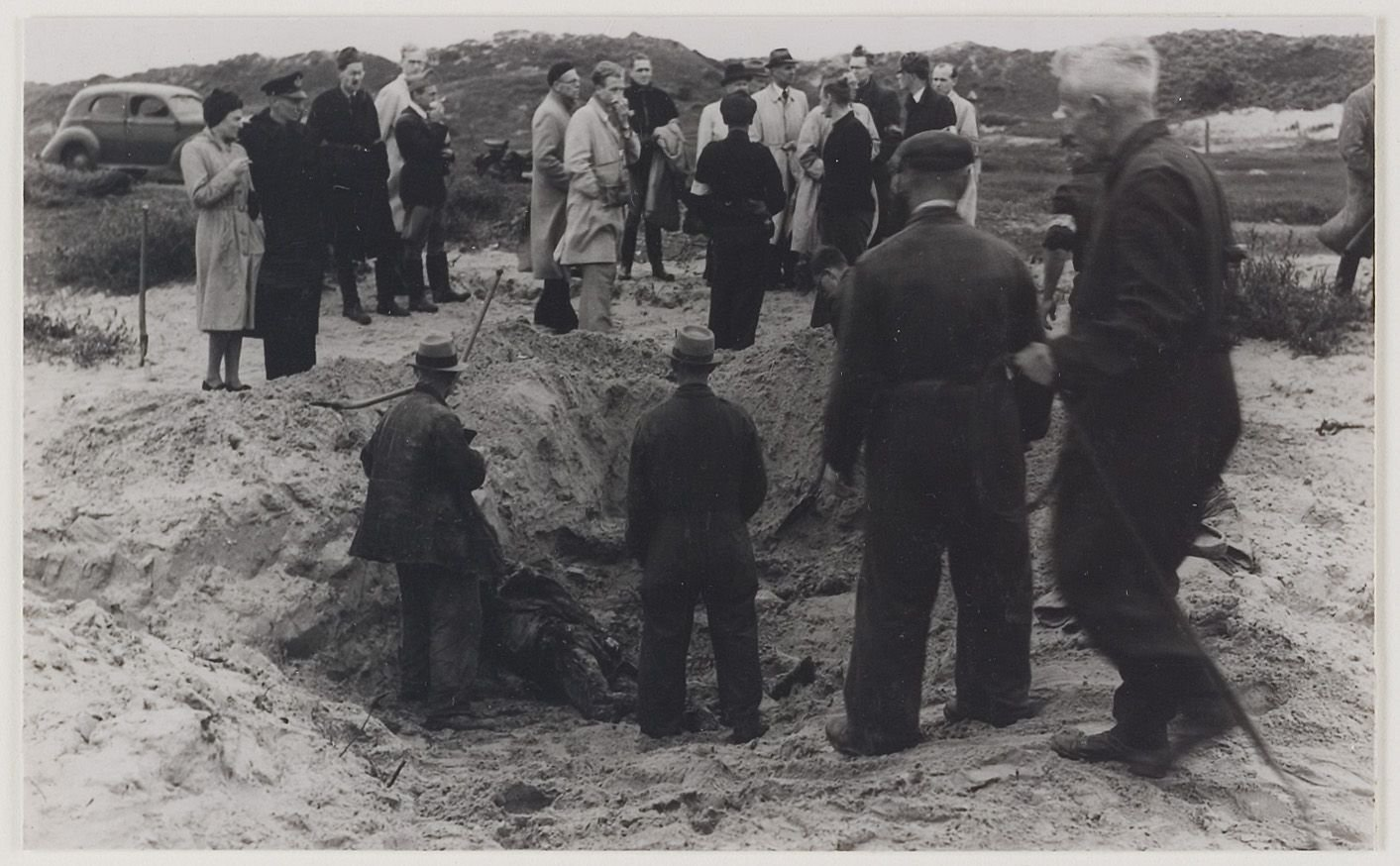
Opgraving
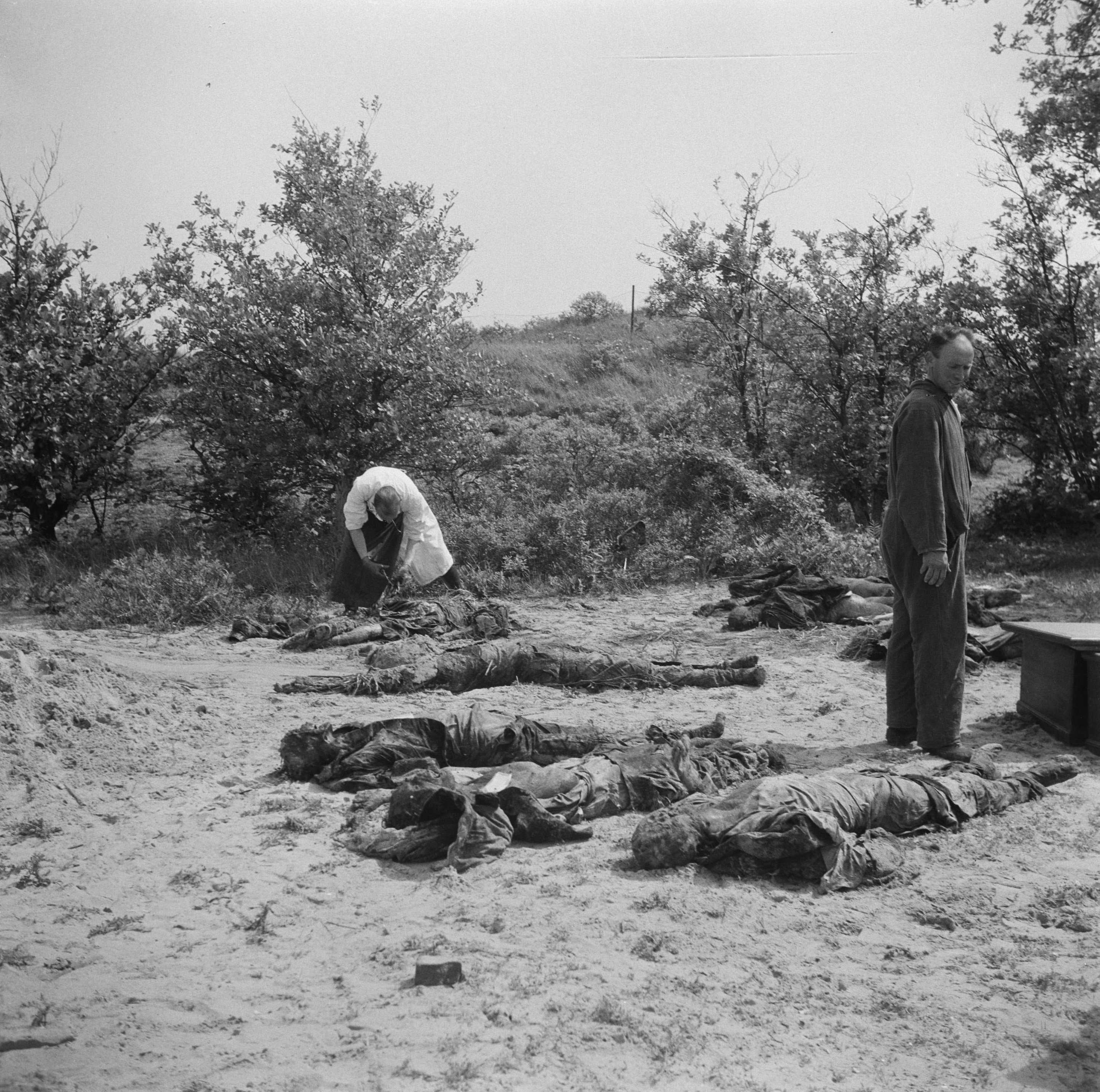
Opgegraven slachtoffers
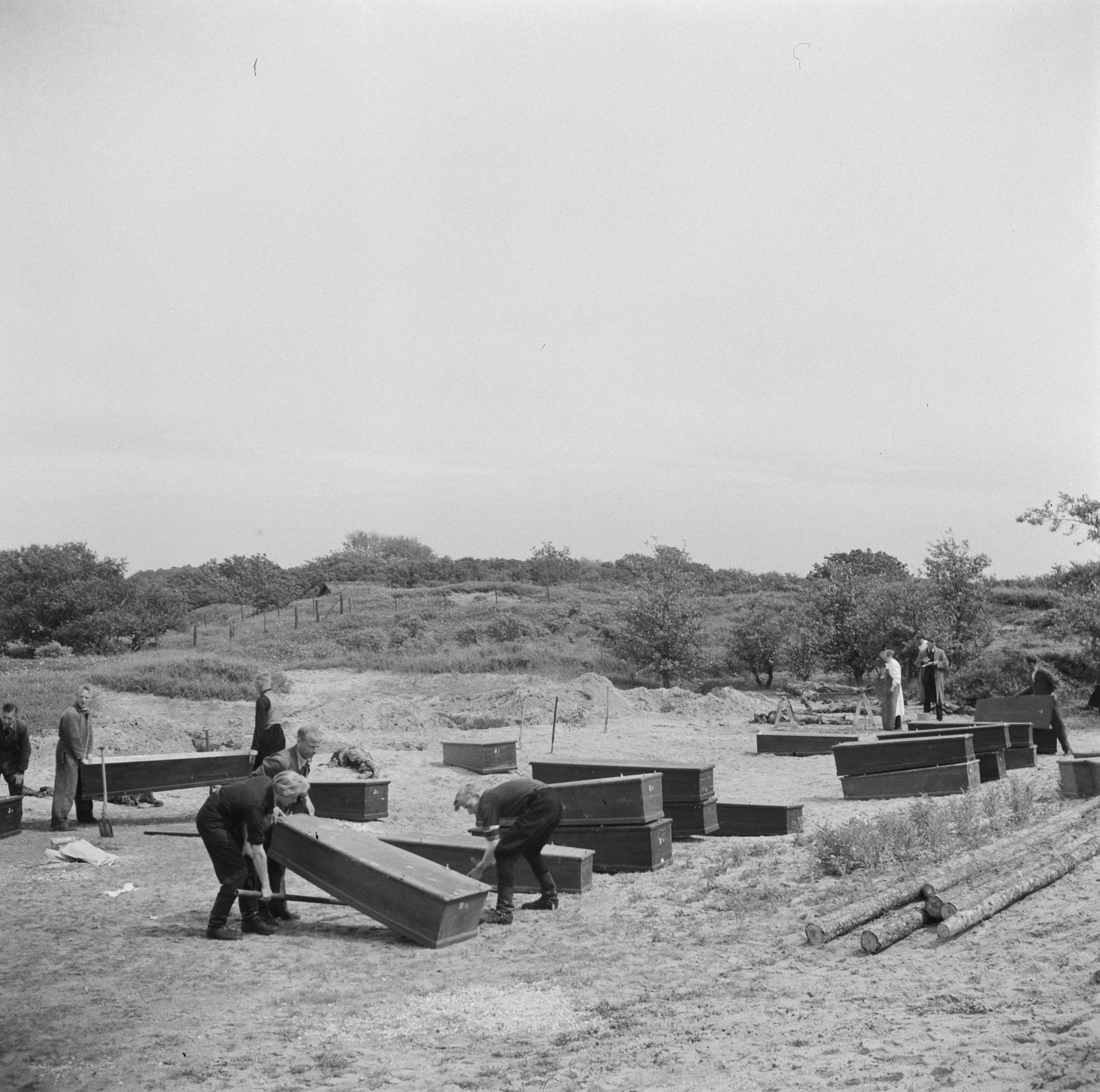
Lijkkisten waarin de slachtoffers geladen werden
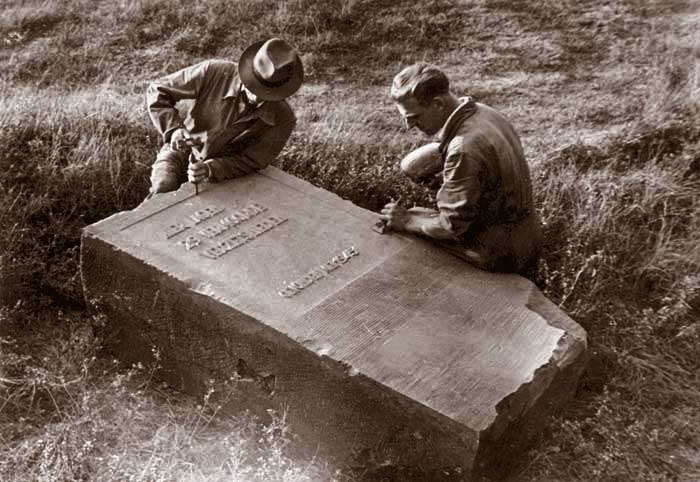
Steenhouwer Lavertu en zijn vader houwen de twee gedenkstenen in Zandvoort

### Overzicht van de gedenkstenen
| Tekst                                                | Locatie       | Coördinaten                   | Grafkuilen            | Opmerking |
| ---------------------------------------------------- | ------------- | ----------------------------- | --------------------- | --- |
| HIER LAGEN 92 VERMOORDE VERZETSLIEDEN                | gedenksteen 1 | 52° 24' 23" NB, 4° 35' 11" OL | grafkuilen A-O        | langs Rietvlakpad, er zijn hier 102 lichamen aangetroffen |
| HIER LAGEN 9 VERMOORDE VERZETSLIEDEN                 | gedenksteen 2 | 52° 24' 15" NB, 4° 35' 44" OL | grafkuil R            | langs fietspad Koevlak, gefusilleerden van represaille Jan Gijzenbrug, waaronder * Klaas de Boer, Egbert Snijder, Walraven van Hall, Henk de Jong, Frederik Nieuwenhuijsen en Joop Oudenaller |
| HIER LAGEN 199 VERMOORDE VERZETSLIEDEN               | gedenksteen 3 | 52° 24' 17" NB, 4° 33' 45" OL | grafkuilen Q en AA-OO | bij Spartelmeer, niet publiek toegankelijk |
| HIER LAGEN 21 VERMOORDE VERZETSLIEDEN                | gedenksteen 4 | 52° 24' 20" NB, 4° 35' 12" OL | grafkuilen I, II en P | langs Rietvlakpad |
| HIER LAGEN 62 VERMOORDE VERZETSLIEDEN                | gedenksteen 5 | 52° 23' 45" NB, 4° 33' 35" OL | grafkuilen III-XI     | achter Wethouder van Gelukpark, niet publiek toegankelijk (Wisentgebied) |
| HIER LAGEN 29 VERMOORDE VERZETSLIEDEN                | gedenksteen 6 | 52° 23' 38" NB, 4° 33' 39" OL | grafkuil II           | achter Wethouder van Gelukpark, niet publiek toegankelijk (Wisentgebied) |
| HIER WERDEN 5 VERZETSLIEDEN VERMOORD 2 FEBRUARI 1943 | gedenksteen 7 | 52° 24' 30" NB, 4° 35' 56" OL |                       | bij Trommel |
| HIER WERDEN 5 VERZETSLIEDEN VERMOORD 2 FEBRUARI 1943 | gedenksteen 8 | 52° 24' 26" NB, 4° 35' 54" OL |                       | bij Trommel |